# Imperial Records
Pour les articles homonymes, voir Imperial.
Imperial Records est le label discographique indépendant américain, basé à La Nouvelle-Orléans. Fondé en 1947 à Los Angeles par Lew Chudd, le label est tout d'abord spécialisée dans rhythm and blues et le rock 'n' roll. Chudd rachète Aladdin Records en 1960, puis Minit Records en 1963. La même année, il cède la société à Liberty Records.

## Histoire

### Années 1910–1970
Lors de sa création en 1947, Imperial se concentre sur le RnB et la musique country, avec notamment Fats Domino, Frankie Ford, Ricky Nelson et Slim Whitman : Fats Domino, Frankie Ford, Ricky Nelson et Slim Whitman. Au Royaume-Uni, Imperial est distribué par London Records.
Dans les années 1950 et 1960, Imperial publie des albums de jazz de Sonny Criss, Charlie Mariano, Papa Celestin, Erskine Hawkins et Harold Land. Imperial achète Aladdin en 1960 et Minit Records en 1963, après avoir distribué Minit depuis 1960. Dans les années 1950, Imperial est l'un des principaux labels à publier une grande quantité de RnB de la Nouvelle-Orléans grâce à son implication avec le producteur et écrivain Dave Bartholomew et, dans les années 1960, grâce à la distribution (et à l'achat, quelques années plus tard) de Minit. En 1963, après la perte de Fats Domino et Ricky Nelson par Imperial au profit de labels concurrents, Chudd vend le label à Liberty Records.
Sous la direction de Liberty, le label connaît le succès avec Irma Thomas, Johnny Rivers, Jackie DeShannon, Classics IV et Cher. Pendant la British Invasion, Liberty (dont les enregistrements sont distribués par EMI au Royaume-Uni) obtient une licence d'EMI pour les Hollies, Billy J. Kramer, les Dakotas et les Swinging Blue Jeans. Les enregistrements du Bonzo Dog Band et de Kim Fowley sont publiés aux États-Unis par Imperial.
En 1970, le label est intégré à la fusion de Liberty avec United Artists Records, mais il est supprimé peu de temps après, son catalogue étant transféré à United Artists. EMI acquiert le catalogue d'Imperial Records lors de l'acquisition de UA Records en 1979.

### Depuis les années 1990
Tout au long des années 1990, EMI publie des compilations sur CD d'artistes d'Imperial Records qui comportaient les étiquettes originales d'Imperial Records.
En juin 2006, EMI réactive la marque Imperial Records et annonce qu'elle deviendrait la division de musique urbaine de Caroline Distribution, qui fait partie de Virgin Records, sous la direction du vétéran de la musique urbaine Neil Levine. La première signature de la marque est Raptivism Records. Fat Joe signe avec Virgin Records et Imperial Records. Imperial fournit des ressources pour le développement d'artistes urbains avec les principaux labels d'EMI, notamment Capitol Records et Virgin Records, qui sont fusionnés au sein du Capitol Music Group en janvier 2007. Universal Music Group acquiert Capitol Music Group dans le cadre de son acquisition de la majorité des activités de musique enregistrée d'EMI en 2012. Après quelques sorties, Imperial est redevenu inactif.
En 2021, l'unité Republic Records d'Universal Music Group relance le nom Imperial en créant Imperial Music.